# Bombycidae
Famille
Les Bombycidae constituent une famille de lépidoptères.
Elle regroupe environ 185 espèces, dont la plus célèbre est certainement Bombyx mori, le Bombyx du mûrier, dont la chenille est communément appelée ver à soie.

## Historique
La famille des Bombycidae a été décrite par l'entomologiste français Pierre-André Latreille en 1802.
Au XXIe siècle, des analyses de phylogénétique moléculaire ont conduit à fortement restreindre la famille des Bombycidae, qui s'est vue privée de quatre de ses anciennes sous-familles. Les Oberthueriinae et les Prismostictinae ont été synonymisés avec la famille des Endromidae, tandis que les Apatelodinae et les Phiditiinae ont été élevés au rang de familles (Apatelodidae et Phiditiidae). Les Bombycidae ont dès lors été réduits à leur sous-famille nominale (Bombycinae), sa tribu des Epiini devenant une autre sous-famille (Epiinae).

## Liste des sous-familles et des genres
La famille des Bombycidae est actuellement composée de 26 genres, répartis dans deux sous-familles :
- Sous-famille des Bombycinae Latreille, 1802 :
  - Amusaron
  - Bivincula
  - Bombyx
  - Elachyophthalma
  - Ernolatia
  - Gastridiota
  - Gnathocinara
  - Gunda
  - Ocinara
  - Penicillifera
  - Racinoa
  - Rondotia
  - Rotunda
  - Trilocha
  - Triuncina
  - Valvaribifidum
  - Vinculinula
  - Vingerhoedtia
- Sous-famille des Epiinae Draudt & Schaus, 1929 :
  - Anticla
  - Arotros
  - Cheneya
  - Colla
  - Epia
  - Moeschleria
  - Quentalia
  - Tamphana